# Бусідо

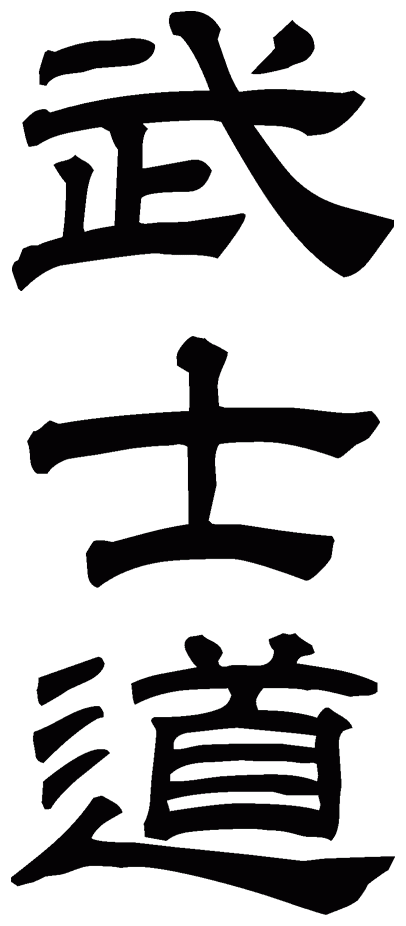
Слово «бушідо» з трьох ідеограм

Бусідо́ (бусидо, бушідо) (яп. 武士道, латиніз.: Bushi dō, досл. «шлях воїна») — означає загальну систематизовану ідеологію, яка лягла в основу етичних і моральних засад та ціннісних стандартів класу воїнів у ранньомодерному феодальному суспільстві Японії, а в ширшому сенсі — унікальний для Японії підхід, заснований на «здоровому глузді».
Однак чіткого визначення не існує, а його інтерпретація значно відрізняється залежно від періоду, статусу та регіону. Він також має ідеалізований естетичний та релігійний аспект, який може сильно відрізнятися від його реального образу.

## Етимологія

### Українська транслітерація
Термін Бушідо, яке ієрогліфами пишеться як 武士道, складається з двох слів, це буші (武士, «воїн», буквально «військовий + людина», також перекладається як «самурай») та до (道, «дорога, шлях»). Також часто зустрічається написання «Бусідо», що є відступом від української мови. Згідно з правилами українського правопису, слова іншомовного походження пишуться так, як вони вимовляються, тобто фонетичним способом. Оскільки при вимові чується звук [ш], а не [с], тоді на записі «бушідо», а не «бусідо». У багатьох авторитетних українських джерелах, зокрема у «Словнику іншомовних слів» за редакцією О. Мельничука, подається саме написання «бушідо». Варіант «бусідо» може бути наслідком впливу російської мови, де це слово традиційно пишеться через «с». Проте в українській мові немає підстав для такого написання. Тому варіант «бушідо» є більш точним відтворенням японського оригіналу.

### Походження в японській мові
Вперше слово бушідо було засвідчене у 1616 році у творі Койо Ґункан (яп. 甲陽軍鑑, латиніз.: Kōyō Gunkan), військовій хроніці, що описує подвиги клану Такеда, але поява бушідо пов'язана з японським феодалізмом і першими шьоґунами за часів Мінамото но Йорітомо в 11 столітті. Однак моральний вимір, властивий бушідо, поступово з'являється в воїнській культурі й простежується в оповіданнях і військових трактатах лише починаючи з 14-15 ст. Таким чином, можна прослідкувати постійність сучасного уявлення про його стародавність в японській культурі та його поширення.
Так, в епоху війни Ґемпей, його називали «Шляхом Лука і Коня» (яп. 弓馬の道, латиніз.: kyūba no michi) через величезне значення цього стилю бою для воїнів того часу, а також тому, що він вважався традиційним методом бою найдавніших самурайських героїв, таких як принц Шьотоку, Мінамото но Йоріміцу і Мінамото но Йошііє (Хачіман Таро). Згідно з французьким дослідником сходознавства Луї Фредеріком, «kyūba no michi» з'явився приблизно в 10 столітті як набір неписаних правил і звичаїв, яких самураї, як вважалося, мали дотримуватися.
Приблизно у 10-11 ст. почали використовувати вирази на кшталт «шлях воїна» (tsuwamon no michi), «шлях лука і стріл» (kyûsen / kyûya no michi), «шлях лука і коня» (kyûba no michi). Ці вирази відсилають до практик, що були предками шляху воїна (бушідо), але тоді вони не мали ніякого зв'язку з мораллю. Йшлося лише про практики, зосереджені на тренуваннях для реального бою, які тому були пов'язані зі способом життя самураїв у широкому сенсі.
У середньовічний період (12-16 століття) світ воїнів зазнав впливу буддизму, який наголошував на тому, що не можна вбивати живих істот. Деякі самураї відчували себе пов'язаними з поганою кармою перед обличчям смерті, в той час, як інші визнавали свою провину. Буддійська концепція мінливості підкреслювала крихкість життя. Найбільше поширився саме дзен-буддизм, що підкреслював єдність між життям і смертю.
Насправді існує непорозуміння щодо терміну, який стосується самурайського кодексу, що виникло через містифікацію певних фактів істориками, зокрема японськими. Серед класів були буші, підофіцери та офіцери нижчого рангу, і буке, офіцери вищого рангу, що належали до дворянства. Самураї належать до категорії буке, і їхній кодекс на ділі мав назву - буке-шьо-хатто, який був оприлюднених з 1615 по 1710 рік шьогунатом Токугава. Тому те, що «бушідо» є кодексом самурая, насправді є фікцією.

## Історія
Концепція, що лежить в основі бусідо, значно розвинулася в період Камакура, ґрунтуючись на кодексі поведінки самураїв (починаючи з періоду Хейан). Вона диктує, що ті, хто володіє бойовою майстерністю, повинні ретельно розвивати, тренувати і керувати собою, і не повинні потурати егоцентризму чи особистим справам. Це представляє унікальну японську кодову свідомість.
Поняття «не потурати егоцентризм» поступово поширилося на ширші суб'єкти (простих людей, живі істоти, науку, мистецтво, суспільні традиції тощо). Водночас, ідея самураїв, які жертвували своїм життям заради своєї організації, стала прославлятися в ранньомодерну епоху.
За часів Едо панівний клас, самураї, були зобов'язані тренуватися як у цивільному, так і у військовому мистецтві та нести повну відповідальність за свої дії власним життям. Самурай, який підняв меч у приватних справах, ніс відповідальність за свої дії, і було багато таких, хто не здіймав меча до кінця свого життя. Крім того, шьоґунат іноді наказував феодалу території, на якій відбувалися громадянські заворушення, вчинити сеппуку.

### Зародження

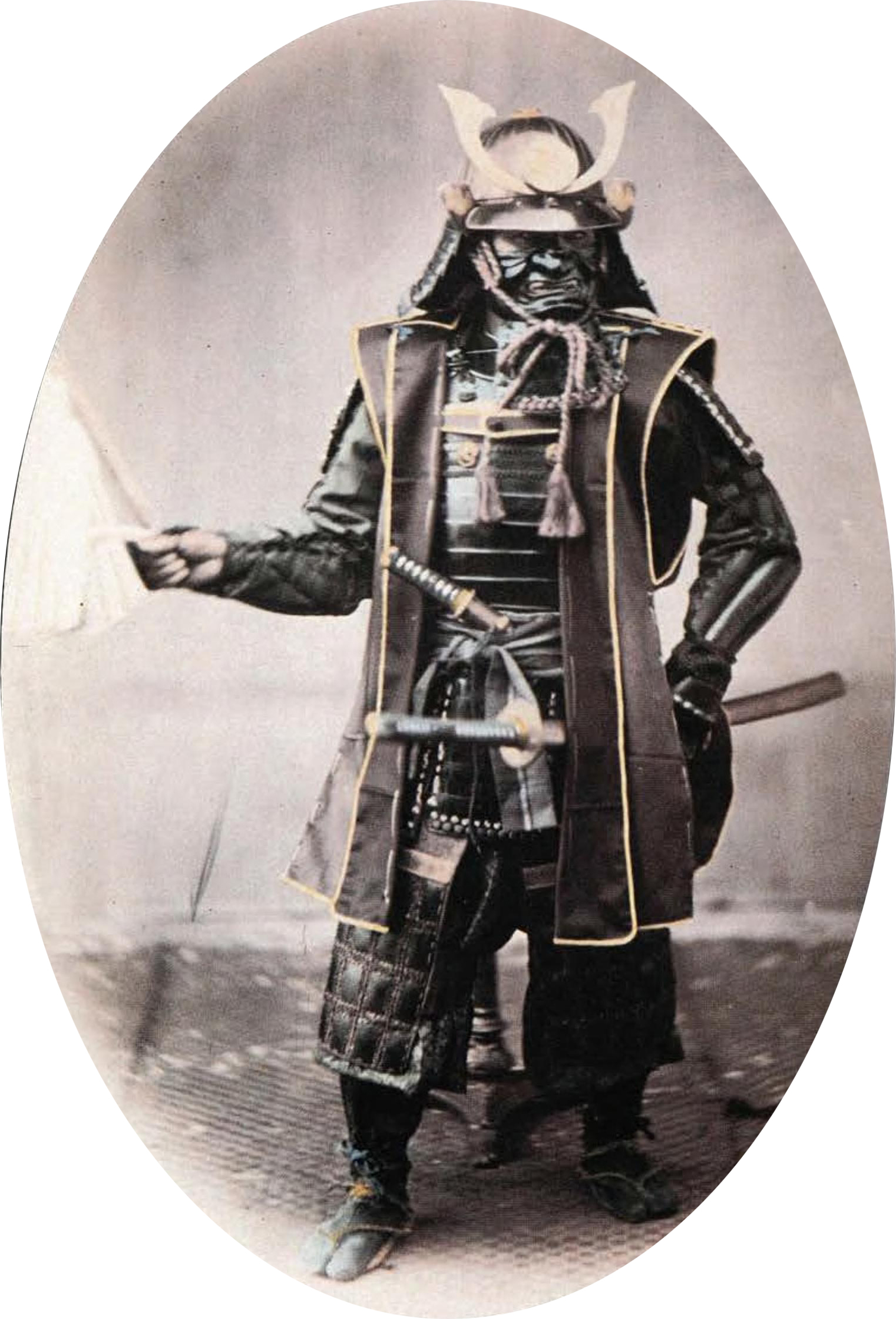
Японський самурай в обладунках, 1860-х років. Фотограф Felice Beato

У період Камакура Японія стала свідком повної ініціації самурайського політичного правління, утверджуючи позиції класу самураїв. Одночасно з цим з Китаю був занесений дзен-буддизм, який суттєво вплинув на самурайський стан. Саме тут з'явилася основа самурайського кодексу, відомого як «Шлях лука і коня»). Це ознаменувало зародження етичних настанов самурайського життя (що збігається з розвитком лицарства в західному контексті). Протягом періоду Муромачі до періоду Сенґоку процвітали різні стилі, зосереджені навколо самураїв, що сягають корінням у культуру епохи Муроматі. У бойових мистецтвах було створено три основні лінії фехтування на мечах, а в мистецтві театр Но і чайна церемонія зробили свій внесок у розвиток самурайської культури. Хоча термін «бушідо» ще не використовувався під час цієї послідовності епох, чіткі цінності (естетичні та моральні), унікальні для самураїв, відмінні від цінностей придворних та інших суспільних класів, безсумнівно, були присутні.
Термін «бусідо» вперше був зафіксований в Японії на початку періоду Едо, а саме у творі Койо Ґункан (яп. 甲陽軍鑑, латиніз.: Kōyō Gunkan), який приписується слузі Такеда Касуґа Торатане (Такасака Масанобу). У цьому контексті «бусідо» означає особисту стратегію виживання для воїнів, що зосереджується на покращенні своєї репутації на користь собі та своєму клану. Це поняття знайшло своє відображення у сімейному заповіті Тодо Такатори: «Ніхто не може називатися самураєм, якщо він не змінив пана сім разів». Це також підтверджує практику ставати роніном (самураєм без пана), щоб шукати пана, який цінує і поважає твої навички. Крім того, такі настрої, як «Воїн може бути подібний до собаки чи звіра, але перемога в бою є важливою», ілюструють сувору філософію, яка ставила на перше місце перемогу в битві, навіть перед обличчям звинувачень у безчесті. Ці цінності насамперед стосуються способу життя самураїв і слугують орієнтиром для життя васала. Так званий «бущідо», про який говорять повсюдно, відрізняється за своєю суттю.
У період Едо термін «бушідо» іноді використовувався як взаємозамінний з «Будо», але пізніше він став позначати саме бойові мистецтва.

### Розвиток і поглиблення
Етична система бушідо часто наголошувала на вірності своєму панові, синівській побожності, допомозі слабким та відстоюванні честі. Ці ідеї, вкорінені в конфуціанстві, стали більш поширеними в період Едо, що врешті-решт призвело до систематизації бусідо. Однак важливо зазначити, що конфуціанська думка не була безпосередньо інтегрована у філософію. Багато мислителів оцінювали конфуціанський текст «Мен-цзи», одну з «Чотирьох книг», як непридатний для політичної структури Японії. Ця невідповідність лежить в основі філософії бушідо, як її висловив Ямакава Текісуї. Крім того, важливою особливістю бусідо було те, що ці ідеї втілювалися в практичні дії.

### Критика Ямаґи Соко
У стабільний період епохи Едо Ямаґа Соко схилявся до ідеології (яп. 職分論, латиніз.: shokubunron, досл. «теорія професійного обов'язку»). Ретельно розглядаючи призначення самурая, Ямаґа дійшов висновку, що бути самураєм — це не про соціальний статус, а про прийняття позиції відповідальності перед суспільством в цілому (феодальним суспільством, якщо бути точним). Це передбачало прийняття ролі етичної відповідальності по відношенню до всього суспільства, а не зосередження на власному ранзі. Наприклад, конфуціанство Чжу Сі стверджувало, що індивіди мають зобов'язання перед своїми громадами. Найвищою спільнотою є сам народ. Система, яка керує народом, — це шьоґунат, що безпосередньо корелює з етичними обов'язками класу самураїв. Ямаґа, однак, ввів поняття про те, що окремі особи можуть нести етичну відповідальність за суспільство в цілому, на додаток до свого пана. Ця позиція не представляє лише окремих осіб чи суспільство. Індивіди є носіями етики, а суспільство — це сфера, де етика практикується. Ямаґа сприймав те, що рухало самураєм, як щось невидиме, як інститут держави, і вважав його божественним. Більше того, коли етичні обов'язки, покладені власною спільнотою (наприклад, вірність господареві), вступали в протиріччя з етикою, дарованою Богом (небесною етикою), Ямаґа вважав, що самураї повинні віддавати перевагу небесній етиці.
Шьоґунат покарав Ямагу за його ідеї. Хоча Ямаґа критикував конфуціанство Чжу Сі, його думку про те, що інституції створюють спільноти, які несуть етичну відповідальність, і його віру в школи та компанії, що існують сьогодні, ідеї Ямаґи, навпаки, стали думкою меншості.

## Бушідо як ідеологія

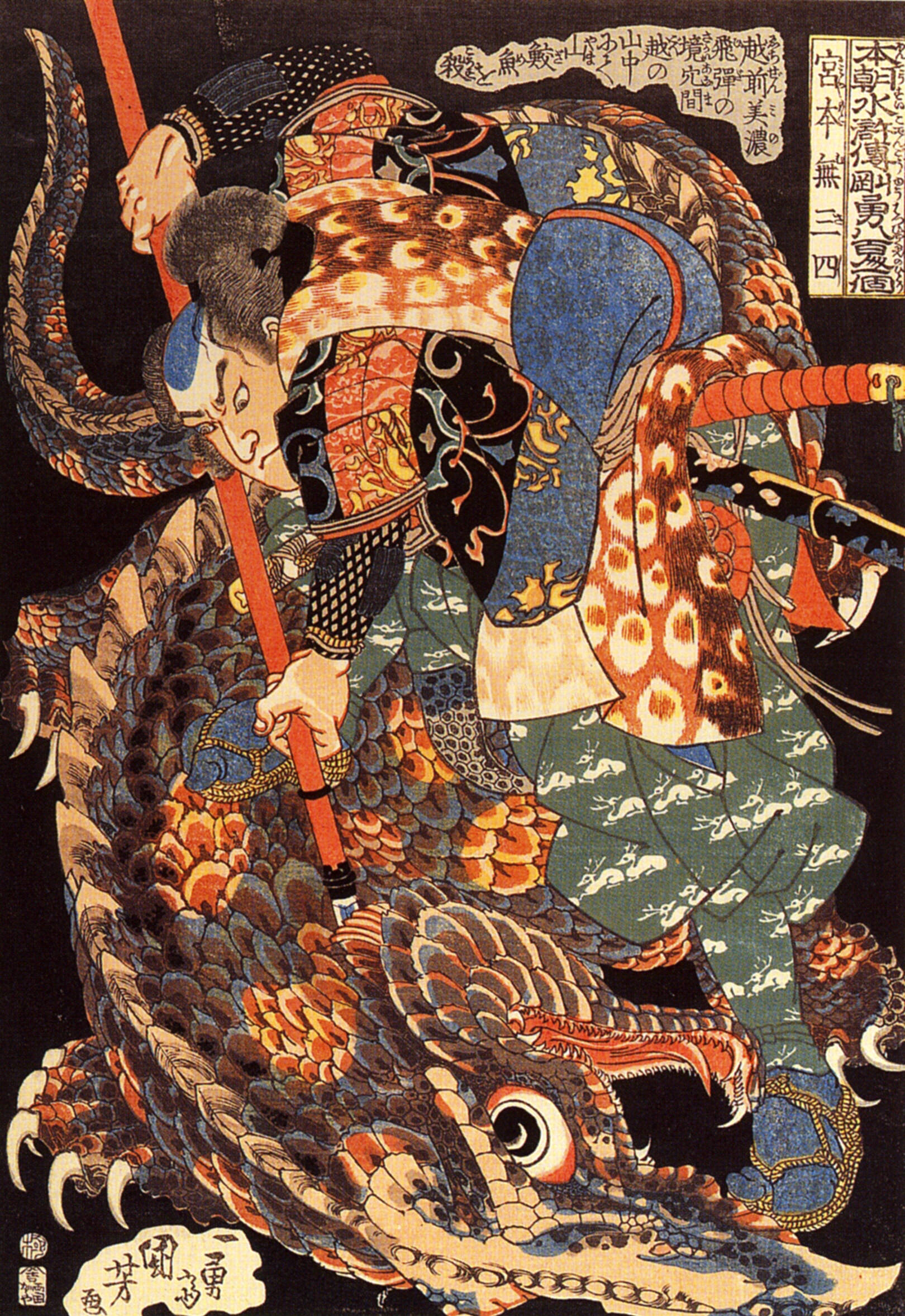
Картина «Міямото Мусаші, що бореться зі списом з повітряною людиною» (художник Утаґава Кунійоші). Книга п'яти кілець (1645).

### Концепція бушідо в ранньомодерний період
З самого початку існування класу самураїв концепція «Шляху лука і коня», шанована у сфері стрільби з лука та верхової їзди, спочатку не надавала пріоритету етичній вірності своєму панові, яка згодом стане невід'ємною частиною самурайського кодексу. Це було пов'язано з тим, що середньовічні відносини між паном і васалом ґрунтувалися на контрактній угоді між паном і васалом, і існувало уявлення про те, що «служба є відповіддю на послугу». Ця точка зору зберігалася принаймні до кінця періоду Муромачі, і переконання, які зазвичай асоціюються з пізнішими поколіннями, такі як «зрада - це боягузтво» або «розділити життя і смерть зі своїм паном - це шлях самурая», не були поширені в той час. У період Воюючих держав було поширеним явищем шукати кращих умов і переходити на службу до інших лордів.
В епоху Ген'на періоду Едо (1615-1624) і далі з'явилася нова концепція під назвою «сідо», що мала на меті пояснити цю систему цінностей за допомогою конфуціанських моральних принципів, зокрема неоконфуціанства Чжу Сі. Саме в цей період конфуціанська етика, така як «доброзичливість» (仁), «праведність» (義) та інші, почала розглядатися як стандарти, яких очікували від самураїв.
З іншого боку, Ямага Соко, який поставив під сумнів філософію Чжу Сі, запровадив думку, що повністю відкидала ідею служіння двом панам, пропонуючи такі концепції, як «перемога і поразка минущі» і «якщо пан не прислухається до порад, то воїн повинен піти». Концепція «сідо» Ямаґи, викладена в давній школі Ямаґа, мала значний вплив на багатьох пізніших філософів.
У перший рік Ман'ен (1860) за часів Бакумацу Ямакава Тецутаро написав «Бушідо». За його словами, «це не синтоїзм, не конфуціанство і не буддизм. Це ідея примирення шляхів богів, Конфуція та Будди, і вона значною мірою простежується у класі воїнів з часів середньовіччя. Я, Тецутаро (Ямакава), назвав її "Бушідо"». Принаймні, на думку Ямакави Тецутаро, поняття «бушідо» існувало з середньовічних часів, але його не називали так, доки він не винайшов цей термін.

### Інтерпретації бушідо в період Мейджі та пізніше
Після реставрації Мейджі, декрет «Чотири статті Кімон» демонтував соціальну систему феодальних кланів, фактично поклавши край самурайству. Фактично, в перший рік правління Мейджі (1882) «Імператорський указ про солдатів» передбачав, що вірність і чесність, а не бусідо, мають бути основою для служіння імператору. Однак після Першої японсько-китайської війни бусідо набуло більшої популярності. Націоналісти, такі як Іноуе Тецудзіро, прагнули прирівняти бусідо до японської та національної моралі.
Нітобе, перебуваючи під впливом реалій Америки з її значним християнським населенням і під враженням від моральних цінностей християн, стверджував, що феодальні самураї усвідомлювали себе відповідальними перед суспільством в цілому, на відміну від індивідуалістичних тенденцій сучасності. Однак така перспектива є специфічною для мислення Нітобе. Водночас, для Нітобе самураї були підходящою моделлю для суспільства, в якому кожна людина навчена нести відповідальність за суспільство в цілому на міжнародній арені. Це стало переважаючим поглядом сьогодні, хоча він також зазнає критики.
Для Нітобе та інших важливим є розуміння духовної сутності Японії, і бусідо слугує одним із предметів для дослідження. У короткому есе «Учімура Кандзо» (Uchimura Kanzō), написаному в 1950 році, Масамуне Хакучо висловлює своє враження про те, що, хоча деякі моменти резонували з його юністю, фундаментальна суть бушідо, на його думку, з плином часу потьмяніла з його точки зору.

## Класичні та сучасні особи, пов'язані з бушідо
Деякі важливі постаті у створенні, розвитку та збереженні бушідо:
- Міямото Мусаші, найвідоміший самурай і фехтувальник у всій Японії.
- Ямамото Цунетомо, самурай, відомий тим, що зібрав японську військову традицію в хагакуре.
- Ямаґа Соко, неоконфуціанський майстер і середньовічний військовий стратег, чиї роботи допомогли сформувати бушідо.
- Като Кійомаса, буддійський самурай, який допоміг консолідувати Японію як єдину націю.
- Торій Мототада, самурай-мученик у середньовічній японській історії.
- Іназо Нітобе, дипломат самурайського роду, першопроходець, який приніс японську військову традицію на Захід.
- Сайґо Такаморі, військовий і політичний самурай, який відіграв важливу роль у модернізації Японії, оскільки був опорою Японської імперії у відновленні її політичної влади, що перебувала в руках шьоґунату Токуґава.
- Сокаку Такеда, один з останніх самураїв з роду Такеда, майстер традиції дайто-рю айкі-дзюдзюцу, відомий воїн і вчитель японця Моріхея Уесіби та корейця Чхве Янг Сула, засновника хапкідо.
- Гічин Фунакоші, педагог і філософ, послідовник конфуціанства, популяризатор сучасного традиційного бойового мистецтва карате.
- Джіґоро Кано, педагог, дипломат і перекладач, засновник сучасного традиційного бойового мистецтва джюдо.
- Моріхей Уешіба, військовий, містик і релігійний послідовник синтоїзму, засновник сучасного традиційного бойового мистецтва айкідо.
- Масаакі Хацумі, майстер бойових мистецтв і письменник, всесвітньо відомий популяризатор мистецтва стелс або ніндзюцу.
- Кенва Мабуні, майстер самурайського походження (самурай сімнадцятого покоління), творець шито-рю карате, впроваджує бушідо як канон викладання карате.

## Бушідо: сучаність
Бушідо все ще дуже сильно присутнє в соціальній та економічній організації Японії сьогодні, оскільки це спосіб мислення, який історично структурував капіталістичну діяльність у 20-му столітті. Ділові відносини, тісний зв'язок між людиною та групою, до якої вона належить, а також поняття довіри, поваги та гармонії в японському діловому світі безпосередньо ґрунтуються на бушідо. Таким чином, бушідо лежить в основі ідеології промислової гармонії в сучасній Японії, яка завдяки післявоєнному японському економічному диву 1950-1960-х років дозволила країні стати лідером азійської економіки.